# Villarreal CF

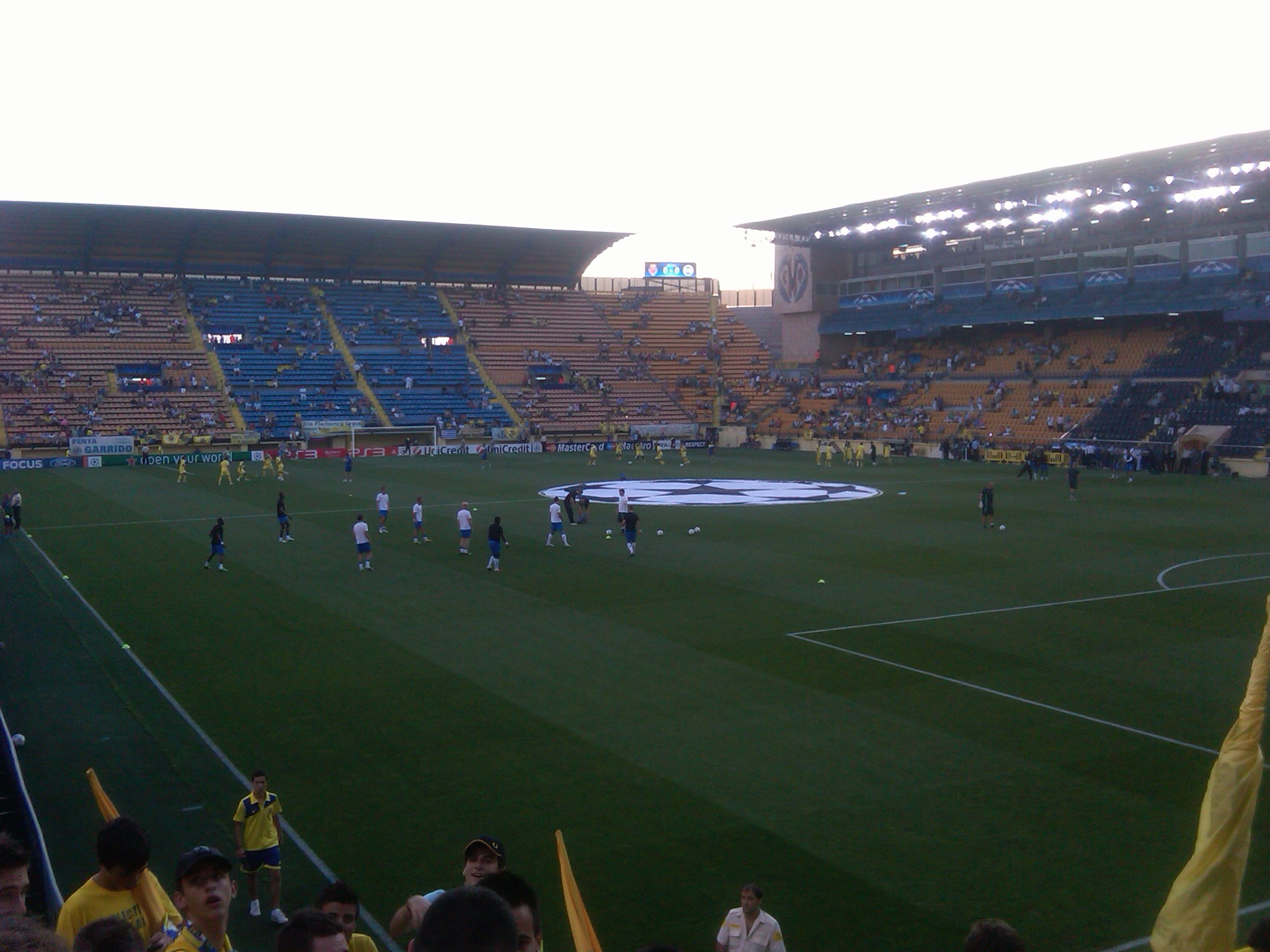
Estadio El Madrigal

Villarreal CF (celým názvem Villarreal Club de Fútbol S.A.D.) je španělský fotbalový klub z Villarrealu ve valencijské oblasti založený roku 1923. Má přezdívku Žlutá ponorka (španělsky Submarino Amarillo, valencijsky Submarí Groguet).
Od roku 2004 hlavní klubová barva je žlutá. Domácím hřištěm je Estadio de la Cerámica (rovněž El Madrigal) s kapacitou necelých 23 500 míst k sezení.
Po jedné sezóně ve druhé lize se tým v roce 2013 vrátil zpět do nejvyšší španělské ligové soutěže. Ve třetí lize hraje rezervní tým Villarrealu, Villarreal „B“.
Villarreal je po Monaku druhým nejmenším městem (co se počtu obyvatel týče), které evropskému fotbalu dalo semifinalistu Ligy mistrů (v ročníku 2005/06 a 2021/22). Největším rivalem Villarrealu je Valencia. Derby mezi Villarrealem a Valencií se nazývá Derbi de la Comunitat.

## Přezdívka
Přezdívku Žlutá ponorka klub získal podle skladby Yellow Submarine od liverpoolské kapely The Beatles v sezóně 1966/67, kdy postoupil do Tercera División (barva dresů Villarrealu je také žlutá).

## Historie
Klub byl založen v březnu 1923 pod názvem Club Deportivo Villarreal. Mužstvo tvořili lokální dělníci, kteří se fotbalu věnovali ve svém volném čase. Prvním prezidentem Villarrealu se stal farmaceut José Calduch Almela, pod nímž si tým vybudoval stadion Campo de Deportes. V srpnu 1923 sehrálo mužstvo první přátelský zápas s jiným místním celkem s názvem Castellón (vznikl roku 1922). Villarreal se účastnil nižších soutěží a v sezóně 1934/35 opanoval regionální divizi (Primera Regional). Následoval dvojzápas s murcijským týmem Cartagena, který však Villarreal nezvládl a prohrál celkovým skóre 1:8. Ačkoli se další sezónu podařilo titul z regionální divize obhájit, vypukla Španělská občanská válka a fotbalové věci šly stranou.
Během 70. let se hráči ve žlutém dresu na pár sezón ohřáli ve druhé lize, avšak brzy opět sestoupili. V ročníku 1987/88 se klub probil do v pořadí třetí ligy, Segundy División B.

### Fernando Roig přichází
Ačkoliv v roce 1990 Žlutá ponorka sestoupila, dva roky nato slavila postup do druhé ligy, Segundy División. Byl to podnikatel Fernando Roig, kdo sehrál hlavní roli při formování týmu během 90. let, zvlášť když zadlužený klub v roce 1997 odkoupil.
Sezónu 1993/94 se podařilo zachránit až v posledním kole na úkor valencijského rivala, týmu CD Castellón. V ten ročník zde hostoval José Francisco Molina, později chytající za věhlasnější španělské kluby.
Na jaře roku 1998 skončil tým čtvrtý ve druholigové tabulce, aby následně v play-off přemohl Compostelu.
Na prvoligové scéně Žlutá ponorka debutovala 31. srpna 1998 na hřišti Realu Madrid, v té době úřadujícího šampiona Ligy mistrů. Ačkoli se dostala do vedení, prohrála nakonec 1:4.
Tuhá konkurence odsunula Villarreal až na 18. místo. Následovalo play-off o udržení se Sevillou, ve kterém mužstvo podlehlo 0:2 a venku 0:1 a vrátilo se nazpět mezi mužstva druholigová.

### Kormidelník-inženýr Manuel Pellegrini

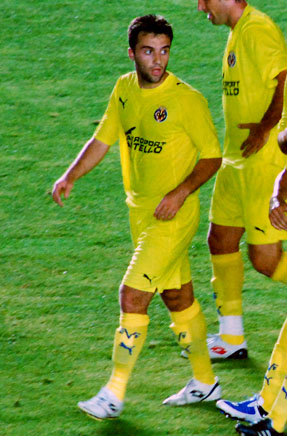
Štafetu po kanonýrovi Forlánovi převzal Ital Giuseppe Rossi

Během letního přestupového období 2004 se kormidla chopil chilský trenér Manuel Pellegrini, který v té době neměl žádné zkušenosti s evropským fotbalem, pouze jihoamerickým. Mužstvo posílil uruguayský útočník Diego Forlán z Manchesteru United za 2 miliony liber.
Ostrou zkouškou se stal Pohár Intertoto, který valencijský tým opanoval finálovou výhrou nad Atléticem Madrid. Pellegriniho premiéra v La Lize dopadla porážkou 1:2 na půdě rivala Valencie a ani další čtveřice zápasů ligy neskončila výhrou.
První ligové vítězství přišlo 3. října doma proti Realu Zaragoza, na konečném výsledku 2:1 se po jednom gólu podíleli Forlán a i Riquelme.
Dařilo se i během zimy, forma nabraná mezi prosincem a únorem smetla také pozdějšího šampiona Barcelonu, která na Madrigalu nestačila vysoko 0:3. Forlán si připsal dvě branky, Riquelme dvě brankové asistence. Defenzívu podržel středopolař Marcos Senna.
Během následujícího kola, dne 16. ledna, zaznamenal Villarreal první ze dvou vítězství sezóny (4:2 a v květnu 4:1) nad rivalem z Levante. A v dalším kole mužstvo oplatilo úvodní porážku Valencii, když doma vyhrálo 3:1 i díky hattricku Riquelmeho.
Chilský trenér dovedl ziskem 65 bodů Žlutou ponorku na historické třetí místo, čímž zajistil účast v Lize mistrů. Forlán se stal s 25 brankami nejlepším střelcem Španělska i Evropy.
Cesta Pohárem UEFA skončila ve čtvrtfinále, kde Španělé nestačili na Alkmaar z Nizozemska.
Předkolo Ligy mistrů zahájil celek ve žlutém domácí výhrou 2:1 nad Evertonem. Pozdvižení vzbudila odveta odpískaná rozhodčím Pierluigim Collinou, který kvůli údajnému faulu Marcuse Benta za stavu 1:0 pro anglický tým sporně neuznal gól Duncana Fergusona.
Branky Sorína a Forlána nakonec rozhodli o postupu Villarrealu po druhé výhře 2:1.
V základní skupině měl tým změřit síly s Manchesterem United, Lille a Benficou. První dva zápasy s United a Lille sice skončily bezbrankovou remízou, po šestém utkání se však Villarreal tyčil na první příčce skupiny „D“ a zamířil do osmifinále. Přes líný ligový start, kdy se úvodní čtyři utkání nevyhrálo, se Žlutá ponorka nastartovala. Od konce září do konce roku prohrála jen doma s Barcelonou. Začátkem nového roku ale ztratila domácí formu, což vedlo k porážkám od Racingu Santander a Celty Vigo, celků ze středu tabulky. Vyřazovací utkání Ligy mistrů na stadionu Glasgow Rangers dopadlo remízou 2:2, branky vstřelili Forlán a Riquelme.
Domácí odveta dopadla znovu nerozhodně, remíza 1:1 ale posunula dál španělský celek důsledkem pravidla venkovních branek. Autorem branky Španělů byl opět Diego Forlán.
Na hřišti italského Interu Milán se ujali Španělé vedení v první minutě zásluhou Forlána, ale Adriano a Martins otočili na 2:1 pro domácí. Na Madrigalu zařídil jednogólovou výhru Arruabarrena a Villarreal znovu postoupil díky venkovnímu gólu.
Historické semifinále bylo zahájeno na hřišti Arsenalu v čele s Henrym, kde španělský klub padl 0:1 gólem Tourého.
Odvetný zápas na El Madrigal skončil bezbrankovou remízou, fanoušci však byli svědky neproměněné penalty Riquelmeho.
Arsenal dokráčel do finále a tam padl s Barcelonou. Cesta Evropou si vyžádala svoji daň, Villarreal dosáhl jen na sedmou ligovou příčku.
Posily pro ročník La Ligy 2006/07 čítaly záložníka Caniho. Pohár Intertoto úspěšný nebyl, ve španělské lize obsadilo mužstvo páté místo, především díky šňůře výher v závěru sezony, kdy Villarreal zdolal osm soupeřů včetně Barcelony, Sevilly, Valencie a Athleticu.
Do sezóny 2007/08 naskočil Pellegrini s posilami do defenzívy: přišli Joan Capdevila a Diego Godín. Pro neshody s vedením odešel už na jaře Riquelme, do Atlética Madrid přestoupil Forlán. Mezeru po Forlánovi vyplnil italský forvard Giuseppe Rossi z Manchesteru United.
Záložní řadu vyztužili zkušený Robert Pirés a mladý Santi Cazorla.

### Nucený pobyt v Segundě División
Kromě sestupu zasáhla klub další tragédie, když 6. června 2012 skonal nový trenér Manuel Preciado, několik hodin poté, co byl jmenován do funkce.
Mužstvo poté převzal Julio Velázquez, ten se však musel popasovat s odchody opor. Odešla brankářská jednička Diego López, středopolař Borja Valero, potentní brazilský útočník Nilmar i obránci Carlos Marchena a Gonzalo Rodríguez. Během zimních měsíců se klub rozloučil s Rossim. Avšak vrátil se zkušený krajní obránce Javi Venta.
Ani zkušení Bruno Soriano, Marcos Senna a Cani se nezmohli na více než sedmé místo v půlce ledna. Velázqueze nahradil 14. ledna 2013 Marcelino, pod jehož taktovkou se Villarreal vyšplhal na druhé místo zaručující postup o patro výš.

### Návrat na prvoligovou scénu

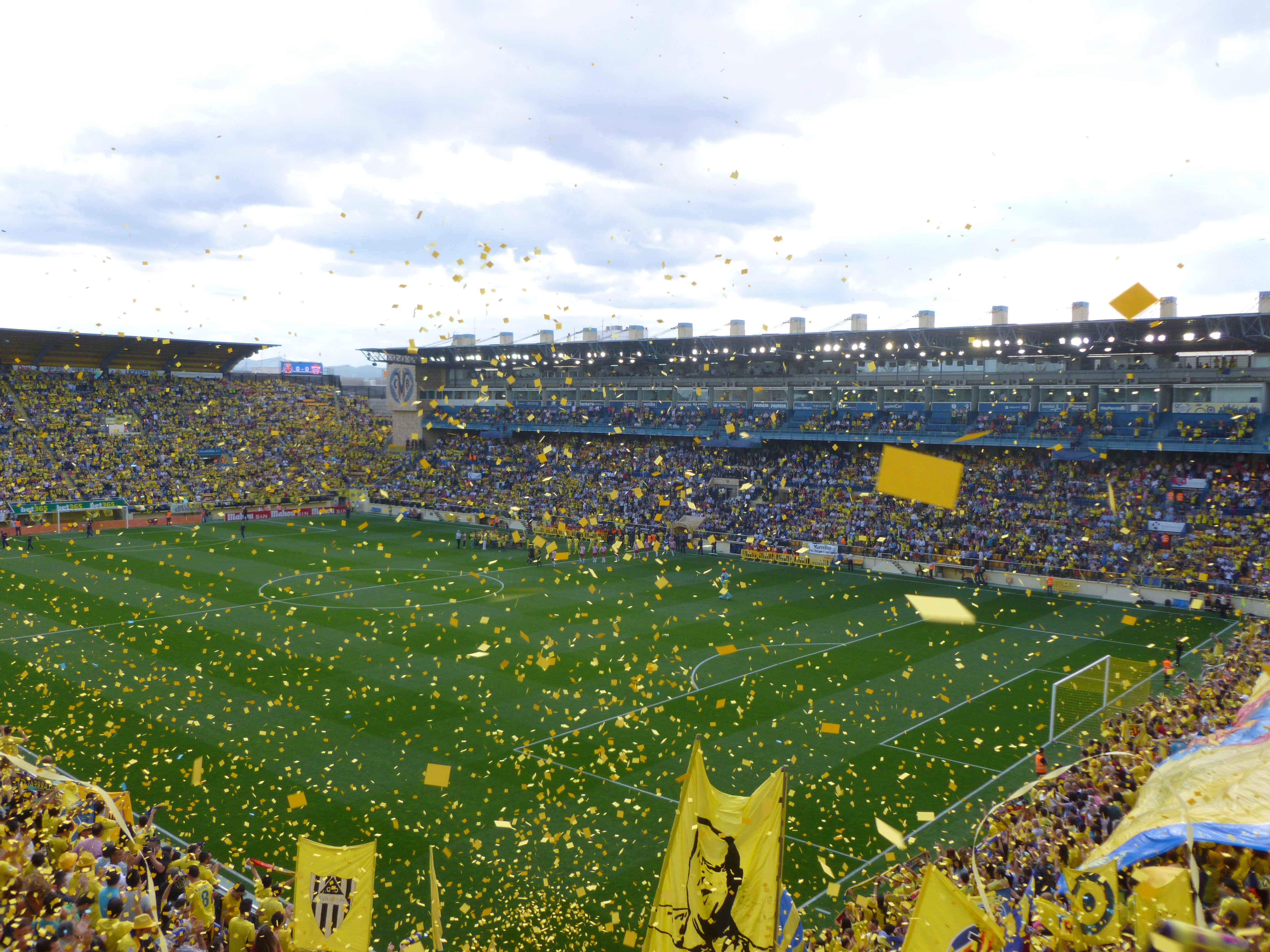
Oslavy postupu do první ligy po utkání s Almeríí na jaře roku 2013

Po roce se Marcelinův Villarreal vrátil mezi španělskou smetánku a během léta náležitě posiloval – dorazili například Giovani dos Santos a Tomás Pina a brankář Sergio Asenjo.
Žlutá ponorka vybojovala šesté místo i díky gólům útočníků dos Santose, Ucheho a Perbeta. Další rok z toho bylo znovu šesté místo opět zaručující „EL“. Tato sezóna také přinesla největší pokrok v rámci španělského poháru 2014/15, kde Villarreal dosáhl semifinále. Postupu do finále nakonec zabránila Barcelona.
Sezónu 2015/2016 zahájila Žlutá ponorka ve velkém stylu a první týdny shlížela na ostatní španělské prvoligové celky svrchu, navzdory letním odchodům mnoha hráčů (Giovani dos Santos, Moreno, Uche, Vietto). Právě proto bylo nutné investovat do kádru, což přimělo management utratit 43 milionů €. Kádr tak rozšířili útočníci Cédric Bakambu a Roberto Soldado, dále potom hráči jako Samu Castillejo, Samuel García, Denis Suárez a další. První místo se sice nepodařilo udržet, to konečné čtvrté ale znamenalo návrat do Ligy mistrů pro další rok.
Tažení Evropskou ligou začalo v základní skupině, kde Španělé skončili druzí za Rapidem Wien, ale před Viktorií Plzeň a Dinamem Minsk. Ve vyřazovací části překonali Neapol, Leverkusen, Spartu, aby v semifinále narazili na Liverpool. Domácí utkání na konci dubna Villarreal vyhrál 1:0 zásluhou pozdní trefy Lópeze Álvareze v nastaveném čase.
Na Anfield Road přišla porážka 0:3 a s nadějemi na první pohárové finále bylo konec. Porážce přispěl brzký vlastní gól Soriana v úvodní desetiminutovce.
Přestože měl Marcelinův kontrakt trvání do roku 2019, jeho názorové neshody s klubovým vedením vyústily v srpnu 2016 v jeho vyhazov.
Nástupcem se mu stal Fran Escribá, jenž se musel popasovat se zraněním Roberta Soldada. Ligový ročník 2016/17 byl zakončen pátou pozicí, postoupilo se ze skupiny Evropské ligy, v šestnáctifinále však klub obdržel debakl 0:4 na vlastním trávníku od římského AS
a po odvetě se s Evropou rozloučil. Během ledna roku 2017 se stadion dočkal přejmenování na Estadio de la Cerámica k poctě místnímu keramickému průmyslu.
Rovněž ročník La Ligy 2017/18 skončila Žlutá ponorka na místě pátém.
Od září ji už vedl jiný trenér, a to Javier Calleja.
Ten skončil v Evropské lize ve stejné fázi jako jeho předchůdce, když v šestnáctifinále padl proti Lyonu.

## Získané trofeje
- Pohár Intertoto (2×)

(2003, 2004)
- Evropská liga ( 1× )

2020/21

## Soupiska
K 13. dubnu 2022
| Číslo |           | Pozice | Hráč                               |
| ----- | --------- | ------ | ---------------------------------- |
| 1     | Španělsko | B      | Sergio Asenjo                      |
| 2     | Španělsko | O      | Mario Gaspar (kapitán)             |
| 3     | Španělsko | O      | Raúl Albiol (třetí kapitán)        |
| 4     | Španělsko | O      | Pau Torres                         |
| 5     | Španělsko | Z      | Dani Parejo                        |
| 6     | Francie   | Z      | Étienne Capoue                     |
| 7     | Španělsko | Ú      | Gerard Moreno                      |
| 8     | Argentina | O      | Juan Foyth                         |
| 9     | Španělsko | Ú      | Paco Alcácer                       |
| 10    | Španělsko | Z      | Vicente Iborra (zástupce kapitána) |
| 11    | Nigérie   | Ú      | Samuel Chukwueze                   |
| 12    | Ekvádor   | O      | Pervis Estupiñán                   |
| 13    | Argentina | B      | Gerónimo Rulli                     |

| Číslo |                   | Pozice | Hráč                                                 |
| ----- | ----------------- | ------ | ---------------------------------------------------- |
| 14    | Španělsko         | Z      | Manu Trigueros (čtvrtý kapitán)                      |
| 15    | Nizozemsko        | Ú      | Arnaut Danjuma                                       |
| 16    | Senegal           | Ú      | Boulaye Dia                                          |
| 17    | Argentina         | Z      | Giovani Lo Celso (na hostování z Tottenhamu Hotspur) |
| 18    | Španělsko         | O      | Alberto Moreno                                       |
| 19    | Francie           | Z      | Francis Coquelin                                     |
| 20    | Španělsko         | O      | Rubén Peña                                           |
| 21    | Španělsko         | Z      | Yeremi Pino                                          |
| 22    | Alžírsko          | O      | Ajsa Mandí                                           |
| 23    | Španělsko         | Z      | Moi Gómez                                            |
| 24    | Španělsko         | O      | Alfonso Pedraza                                      |
| 25    | Pobřeží slonoviny | O      | Serge Aurier                                         |

## Účast v evropských pohárech
| Ročník    | Soutěž                         | Kolo            | Klub                     | Doma             | Venku            | Celkem           |
| --------- | ------------------------------ | --------------- | ------------------------ | ---------------- | ---------------- | ---------------- |
| 2002/2003 | Pohár Intertoto                | 2. kolo         | FH                       | 2:0              | 2:2              | 4:2              |
| 2002/2003 | Pohár Intertoto                | 3. kolo         | Turín FC                 | 2:0              | 0:2              | 2:2 (4:3 pen.)   |
| 2002/2003 | Pohár Intertoto                | Semifinále      | Troyes AC                | 0:0              | 2:0              | 2:0              |
| 2002/2003 | Pohár Intertoto                | Finále          | Málaga CF                | 0:1              | 1:1              | 1:2              |
| 2003/2004 | Pohár Intertoto                | 3. kolo         | Brescia Calcio           | 2:0              | 1:1              | 3:1              |
| 2003/2004 | Pohár Intertoto                | Semifinále      | FC Zbrojovka Brno        | 2:0              | 1:1              | 3:1              |
| 2003/2004 | Pohár Intertoto                | Finále          | SC Heerenveen            | 0:0              | 2:1              | 2:1              |
| 2003/2004 | Pohár UEFA                     | 1. kolo         | Trabzonspor              | 0:0              | 3:2              | 3:2              |
| 2003/2004 | Pohár UEFA                     | 2. kolo         | FK Torpedo Moskva        | 2:0              | 0:1              | 2:1              |
| 2003/2004 | Pohár UEFA                     | 3. kolo         | Galatasaray SK           | 3:0              | 2:2              | 5:2              |
| 2003/2004 | Pohár UEFA                     | 4. kolo         | AS Řím                   | 2:0              | 1:2              | 3:2              |
| 2003/2004 | Pohár UEFA                     | Čtvrtfinále     | Celtic                   | 2:0              | 1:1              | 3:1              |
| 2003/2004 | Pohár UEFA                     | Semifinále      | Valencia CF              | 0:0              | 0:1              | 0:1              |
| 2004/2005 | Pohár Intertoto                | 2. kolo         | Odense BK                | 2:0              | 3:0              | 5:0              |
| 2004/2005 | Pohár Intertoto                | 3. kolo         | FK Spartak Moskva        | 1:0              | 2:2              | 3:2              |
| 2004/2005 | Pohár Intertoto                | Semifinále      | Hamburger SV             | 1:0              | 1:0              | 2:0              |
| 2004/2005 | Pohár Intertoto                | Finále          | Atlético Madrid          | 2:0              | 0:2              | 2:2 (3:1 pen.)   |
| 2004/2005 | Pohár UEFA                     | 1. kolo         | Hammarby IF              | 3:0              | 2:1              | 5:1              |
| 2004/2005 | Pohár UEFA                     | Skupina E       | SS Lazio                 | -                | 1:1              | 2. místo         |
| 2004/2005 | Pohár UEFA                     | Skupina E       | Middlesbrough FC         | 2:0              | -                | 2. místo         |
| 2004/2005 | Pohár UEFA                     | Skupina E       | FK Partizan              | -                | 1:1              | 2. místo         |
| 2004/2005 | Pohár UEFA                     | Skupina E       | Egaleo FC                | 4:0              | -                | 2. místo         |
| 2004/2005 | Pohár UEFA                     | Šestnáctifinále | Dynamo Kyjev             | 2:0              | 0:0              | 2:0              |
| 2004/2005 | Pohár UEFA                     | Osmifinále      | Steaua Bukurešť          | 2:0              | 0:0              | 2:0              |
| 2004/2005 | Pohár UEFA                     | Čtvrtfinále     | AZ Alkmaar               | 1:2              | 1:1              | 2:3              |
| 2005/2006 | Liga mistrů UEFA               | 3. předkolo     | Everton FC               | 2:1              | 2:1              | 4:2              |
| 2005/2006 | Liga mistrů UEFA               | Skupina D       | SL Benfica               | 1:1              | 1:0              | 1. místo         |
| 2005/2006 | Liga mistrů UEFA               | Skupina D       | OSC Lille                | 1:0              | 0:0              | 1. místo         |
| 2005/2006 | Liga mistrů UEFA               | Skupina D       | Manchester United FC     | 0:0              | 0:0              | 1. místo         |
| 2005/2006 | Liga mistrů UEFA               | Osmifinále      | Rangers FC               | 1:1              | 2:2              | 3:3 (v)          |
| 2005/2006 | Liga mistrů UEFA               | Čtvrtfinále     | Inter Milán              | 1:0              | 1:2              | 2:2 (v)          |
| 2005/2006 | Liga mistrů UEFA               | Semifinále      | Arsenal FC               | 0:0              | 0:1              | 0:1              |
| 2006      | Pohár Intertoto                | 3. kolo         | NK Maribor               | 1:2              | 1:1              | 2:3              |
| 2007/2008 | Pohár UEFA                     | 1. kolo         | BATE Borisov             | 4:1              | 2:0              | 6:1              |
| 2007/2008 | Pohár UEFA                     | Skupina C       | ACF Fiorentina           | 1:1              | -                | 1. místo         |
| 2007/2008 | Pohár UEFA                     | Skupina C       | AEK Athény               | -                | 2:1              | 1. místo         |
| 2007/2008 | Pohár UEFA                     | Skupina C       | FK Mladá Boleslav        | -                | 2:1              | 1. místo         |
| 2007/2008 | Pohár UEFA                     | Skupina C       | Elfsborg IF              | 2:0              | -                | 1. místo         |
| 2007/2008 | Pohár UEFA                     | Šestnáctifinále | Zenit Petrohrad          | 2:1              | 0:1              | 2:2 (v)          |
| 2008/2009 | Liga mistrů UEFA               | Skupina E       | Manchester United FC     | 0:0              | 0:0              | 2. místo         |
| 2008/2009 | Liga mistrů UEFA               | Skupina E       | Aalborg BK               | 6:3              | 2:2              | 2. místo         |
| 2008/2009 | Liga mistrů UEFA               | Skupina E       | Celtic FC                | 1:0              | 0:2              | 2. místo         |
| 2008/2009 | Liga mistrů UEFA               | Osmifinále      | Panathinaikos Athény     | 1:1              | 2:1              | 3:2              |
| 2008/2009 | Liga mistrů UEFA               | Čtvrtfinále     | Arsenal FC               | 1:1              | 0:3              | 1:4              |
| 2009/2010 | Evropská liga UEFA             | Play-off        | NAC Breda                | 6:1              | 3:1              | 9:2              |
| 2009/2010 | Evropská liga UEFA             | Skupina G       | Red Bull Salzburg        | 0:1              | 0:2              | 2. místo         |
| 2009/2010 | Evropská liga UEFA             | Skupina G       | SS Lazio                 | 4:1              | 1:2              | 2. místo         |
| 2009/2010 | Evropská liga UEFA             | Skupina G       | Levski Sofia             | 1:0              | 2:0              | 2. místo         |
| 2009/2010 | Evropská liga UEFA             | Šestnáctifinále | VfL Wolfsburg            | 2:2              | 1:4              | 3:6              |
| 2010/2011 | Evropská liga UEFA             | Play-off        | FK Dněpr Mohylev         | 5:0              | 2:1              | 7:1              |
| 2010/2011 | Evropská liga UEFA             | Skupina D       | PAOK Soluň               | 1:0              | 0:1              | 1. místo         |
| 2010/2011 | Evropská liga UEFA             | Skupina D       | Dinamo Záhřeb            | 3:0              | 0:2              | 1. místo         |
| 2010/2011 | Evropská liga UEFA             | Skupina D       | Club Brugge              | 2:1              | 2:1              | 1. místo         |
| 2010/2011 | Evropská liga UEFA             | Šestnáctifinále | SSC Neapol               | 2:1              | 0:0              | 2:1              |
| 2010/2011 | Evropská liga UEFA             | Osmifinále      | Bayer Leverkusen         | 2:1              | 3:2              | 5:3              |
| 2010/2011 | Evropská liga UEFA             | Čtvrtfinále     | FC Twente                | 5:1              | 3:1              | 8:2              |
| 2010/2011 | Evropská liga UEFA             | Semifinále      | FC Porto                 | 3:2              | 1:5              | 4:7              |
| 2011/2012 | Liga mistrů UEFA               | Play-off        | Odense BK                | 3:0              | 0:1              | 3:1              |
| 2011/2012 | Liga mistrů UEFA               | Skupina A       | Bayern Mnichov           | 0:2              | 1:3              | 4. místo         |
| 2011/2012 | Liga mistrů UEFA               | Skupina A       | SSC Neapol               | 0:2              | 0:2              | 4. místo         |
| 2011/2012 | Liga mistrů UEFA               | Skupina A       | Manchester City FC       | 0:3              | 1:2              | 4. místo         |
| 2014/2015 | Evropská liga UEFA             | Play-off        | FC Astana                | 4:0              | 3:0              | 7:0              |
| 2014/2015 | Evropská liga UEFA             | Skupina A       | Borussia Mönchengladbach | 2:2              | 1:1              | 2. místo         |
| 2014/2015 | Evropská liga UEFA             | Skupina A       | FC Zürich                | 4:1              | 2:3              | 2. místo         |
| 2014/2015 | Evropská liga UEFA             | Skupina A       | Apollon Limassol         | 4:0              | 2:0              | 2. místo         |
| 2014/2015 | Evropská liga UEFA             | Šestnáctifinále | RB Salzburg              | 2:1              | 3:1              | 5:2              |
| 2014/2015 | Evropská liga UEFA             | Osmifinále      | Sevilla FC               | 1:3              | 1:2              | 2:5              |
| 2015/2016 | Evropská liga UEFA             | Skupina E       | Viktoria Plzeň           | 1:0              | 3:3              | 2. místo         |
| 2015/2016 | Evropská liga UEFA             | Skupina E       | Rapid Vídeň              | 1:0              | 1:2              | 2. místo         |
| 2015/2016 | Evropská liga UEFA             | Skupina E       | Dinamo Minsk             | 4:0              | 2:1              | 2. místo         |
| 2015/2016 | Evropská liga UEFA             | Šestnáctifinále | SSC Neapol               | 1:0              | 1:1              | 2:1              |
| 2015/2016 | Evropská liga UEFA             | Osmifinále      | Bayer Leverkusen         | 2:0              | 0:0              | 2:0              |
| 2015/2016 | Evropská liga UEFA             | Čtvrtfinále     | AC Sparta Praha          | 2:1              | 4:2              | 6:3              |
| 2015/2016 | Evropská liga UEFA             | Semifinále      | Liverpool FC             | 1:0              | 0:3              | 1:3              |
| 2016/2017 | Liga mistrů UEFA               | Play-off        | AS Monaco FC             | 1:2              | 0:1              | 1:3              |
| 2016/2017 | Evropská liga UEFA             | Skupina L       | FC Zürich                | 2:1              | 1:1              | 2. místo         |
| 2016/2017 | Evropská liga UEFA             | Skupina L       | Steaua Bukurešť          | 2:1              | 1:1              | 2. místo         |
| 2016/2017 | Evropská liga UEFA             | Skupina L       | Osmanlıspor              | 1:2              | 2:2              | 2. místo         |
| 2016/2017 | Evropská liga UEFA             | Šestnáctifinále | AS Řím                   | 0:4              | 1:0              | 1:4              |
| 2017/2018 | Evropská liga UEFA             | Skupina A       | SK Slavia Praha          | 2:2              | 2:0              | 1. místo         |
| 2017/2018 | Evropská liga UEFA             | Skupina A       | Maccabi Tel Aviv         | 0:1              | 0:0              | 1. místo         |
| 2017/2018 | Evropská liga UEFA             | Skupina A       | FC Astana                | 3:1              | 3:2              | 1. místo         |
| 2017/2018 | Evropská liga UEFA             | Šestnáctifinále | Olympique Lyon           | 0:1              | 1:3              | 1:4              |
| 2018/2019 | Evropská liga UEFA             | Skupina G       | Glasgow Rangers          | 2:2              | 0:0              | 1. místo         |
| 2018/2019 | Evropská liga UEFA             | Skupina G       | Rapid Vídeň              | 5:0              | 0:0              | 1. místo         |
| 2018/2019 | Evropská liga UEFA             | Skupina G       | Spartak Moskva           | 2:0              | 3:3              | 1. místo         |
| 2018/2019 | Evropská liga UEFA             | Šestnáctifinále | Sporting Lisabon         | 1:1              | 1:0              | 2:1              |
| 2018/2019 | Evropská liga UEFA             | Osmifinále      | Zenit Petrohrad          | 2:1              | 3:1              | 5:2              |
| 2018/2019 | Evropská liga UEFA             | Čtvrtfinále     | Valencia                 | 1:3              | 0:2              | 1:5              |
| 2020/21   | Evropská liga UEFA             | Skupina I       | Maccabi Tel Aviv         | 4:0              | 1:1              | 1. místo         |
| 2020/21   | Evropská liga UEFA             | Skupina I       | Sivasspor                | 5:3              | 1:0              | 1. místo         |
| 2020/21   | Evropská liga UEFA             | Skupina I       | FK Karabach              | 3:0              | 3:1              | 1. místo         |
| 2020/21   | Evropská liga UEFA             | Šestnáctifinále | RB Salzburg              | 2:1              | 2:0              | 4:1              |
| 2020/21   | Evropská liga UEFA             | Osmifinále      | Dynamo Kyjev             | 2:0              | 2:0              | 4:0              |
| 2020/21   | Evropská liga UEFA             | Čtvrtfinále     | Dinamo Záhřeb            | 2:1              | 1:0              | 3:1              |
| 2020/21   | Evropská liga UEFA             | Semifinále      | Arsenal FC               | 2:1              | 0:0              | 2:1              |
| 2020/21   | Evropská liga UEFA             | Finále          | Manchester United FC     | 1:1 (pen. 11:10) | 1:1 (pen. 11:10) | 1:1 (pen. 11:10) |
| 2021/22   | Liga mistrů UEFA               | Skupina F       | Manchester United FC     | 0:2              | 1:2              | 2. místo         |
| 2021/22   | Liga mistrů UEFA               | Skupina F       | Atalanta BC              | 2:2              | 3:2              | 2. místo         |
| 2021/22   | Liga mistrů UEFA               | Skupina F       | Young Boys Bern          | 2:0              | 4:1              | 2. místo         |
| 2021/22   | Liga mistrů UEFA               | Osmifinále      | Juventus                 | 1:1              | 3:0              | 4:1              |
| 2021/22   | Liga mistrů UEFA               | Čtvrtfinále     | Bayern Mnichov           | 1:0              | 1:1              | 2:1              |
| 2021/22   | Liga mistrů UEFA               | Semifinále      | Liverpool FC             | 2:3              | 0:2              | 2:5              |
| 2022/23   | Evropská konferenční liga UEFA | 4. předkolo     | Hajduk Split             | 4:2              | 2:0              | 6:2              |
| 2022/23   | Evropská konferenční liga UEFA | Skupina C       | Lech Poznaň              | 4:3              | 0:3              | 1. místo         |
| 2022/23   | Evropská konferenční liga UEFA | Skupina C       | Hapoel Beer Ševa         | 2:2              | 2:1              | 1. místo         |
| 2022/23   | Evropská konferenční liga UEFA | Skupina C       | Austria Vídeň            | 5:0              | 1:0              | 1. místo         |
| 2022/23   | Evropská konferenční liga UEFA | Osmifinále      | Anderlecht               | 0:1              | 1:1              | 1:2              |
| 2023/24   | Evropská liga UEFA             | Skupina F       | Stade Rennais            | 1:0              | 3:2              | 1. místo         |
| 2023/24   | Evropská liga UEFA             | Skupina F       | Makabi Haifa             | 0:0              | 2:1              | 1. místo         |
| 2023/24   | Evropská liga UEFA             | Skupina F       | Panathinaikos Athény     | 3:2              | 0:2              | 1. místo         |
| 2023/24   | Evropská liga UEFA             | Osmifinále      | Olympique Marseille      | 3:1              | 0:4              | 3:5              |
| 2025/26   | Liga mistrů UEFA               | Ligová fáze     |                          |                  |                  |                  |
| 2025/26   | Liga mistrů UEFA               | Ligová fáze     |                          |                  |                  |                  |
| 2025/26   | Liga mistrů UEFA               | Ligová fáze     |                          |                  |                  |                  |
| 2025/26   | Liga mistrů UEFA               | Ligová fáze     |                          |                  |                  |                  |
| 2025/26   | Liga mistrů UEFA               | Ligová fáze     |                          |                  |                  |                  |
| 2025/26   | Liga mistrů UEFA               | Ligová fáze     |                          |                  |                  |                  |
| 2025/26   | Liga mistrů UEFA               | Ligová fáze     |                          |                  |                  |                  |
| 2025/26   | Liga mistrů UEFA               | Ligová fáze     |                          |                  |                  |                  |

## Známí hráči
| - Quique Álvarez - Cani - Santi Cazorla - Pepe Reina - Marcos Senna - Bruno Soriano - Javi Venta - Giuseppe Rossi | - Rodolfo Arruabarrena - Mateo Musacchio - Martín Palermo - Juan Román Riquelme - Gonzalo Rodríguez - Juan Pablo Sorín - Diego Forlán - Cédric Bakambu |